# Il guaritore
Il guaritore (Faith Healer) è un'opera teatrale del drammaturgo irlandese Brian Friel, portata al debutto a Boston nel 1979. Usando la figura centrale di un guaritore con poteri taumaturgici, Friel nella pièce esplora il ruolo dell'artista come una figura che fatica a capire e a volte gestire il proprio dono.

## Trama
La pièce consiste di quattro monologhi recitati, in ordine, da Frank Hardy, la sua amante Grace, l'agente Teddy e di nuovo Frank, in cui si dipana la figura del protagonista. L'irlandese Frank Hardy gira di città in città e si guadagna da vivere come guaritore grazie ai suoi straordinari poteri taumaturgici, poteri che però non riesce sempre a controllare o rendere efficaci. Dopo aver guarito dieci persone in Galles, Frank va in Scozia, ma qui non riesce ad usare il suo potere e non cura nessuno dei presenti. Frank allora torna nella città natale di Ballybeg, in Irlanda, nella speranza che in mezzo agli affetti e con il riposo i suoi incomprensibili poteri possano tornare e rafforzarsi. Insieme a lui viaggiano l'amante di vecchia data Grace, una donna di origini aristocratiche che ha abbandonato tutto per seguirlo e Teddy, un agente teatrale che segue devotamente la coppia, attirato dal potere mistico di Hardy. Nel suo monologo, Teddy esprime la sua ammirazione per il guaritore, ma anche quanto possa essere difficile la vita che conduce, tanto da aver spinto Grace al suicidio. Tornato in Irlanda, Frank non riesce più ad evocare i suoi potere e quando non riesce a curare uno storpio con l'imposizione delle mani, la famiglia del malato decide di vendicarsi.

## Storia degli allestimenti
José Quintero diresse la prima mondiale dell'opera, esordita a Boston il 23 febbraio 1979 con un cast che comprendeva James Mason (Hardy), Clarissa Kaye (Grace) e Donal Donnelly (Teddy). Al termine delle repliche bostoniane, la produzione fu immediatamente trasferita a Broadway, dove rimase in scena per sole ventisette repliche al Longrace Theatre dal 3 al 22 aprile dello stesso anno; la critica newyorchese accolse la pièce con indifferenza, se non per l'interpretazione di Donnelly, candidato al Tony Award al miglior attore protagonista in un'opera teatrale.
Il guaritore fu completamente rivalutato dalla critica a partire dal suo debutto europeo, avvenuto all'Abbey Theatre di Dublino nel 1980; il dramma fu un vero successo e l'anno successivo fece il suo debutto londinese al Royal Court Theatre, in un allestimento diretto da Christopher Fettes ed interpretato da Patrick Magee, Helen Mirren e Stephen Lewis. Il Royal Court Theatre ripropose la pièce undici anni più tardi, nel 1992, questa volta con la regia di Joe Dowling e il cast composto da Donal McCann, Sinéad Cusack e Ron Cook; le recensioni furono entusiastiche e due anni dopo la stessa produzione, con Judy Geeson nel ruolo di Grace, fu portata al Long Wharf Theatre di New Haven, dove ottenne le lodi del New York Times.
La prima italiana avvenne invece nel maggio 1989, in occasione della rassegna "Teatro Irlanda" a Roma. Gianfranco Varetto dirigeva l'opera ed interpretava il protagonista, avvalendosi della traduzione di Melina Cataldi.
Nel 2001 Jonathan Kent diresse un applauditissimo revival all'Almeida Theatre di Londra, con Ian McDiarmid (Teddy), Ken Stott (Frank) e Geraldine James (Grace); particolarmente apprezzata fu l'interpretazione di McDiarmind, che tornò a ricoprire il ruolo di Teddy anche quando la produzione sbarcò al Gate Theatre di Dublino con Ralph Fiennes (Frank) e a Broadway con Cherry Jones (Grace), dove vinse il Tony Award al miglior attore non protagonista in un'opera teatrale per la sua performance nel ruolo dell'agente teatrale. Il revival di Broadway fu un grande successo e rimase in cartellone al Booth Theatre per 136 rappresentazioni dal 18 aprile al 13 agosto 2006.
Nel 2009 il Gate Theatre di Dublino mise in scena un nuovo allestimento del dramma, portato in tournée anche in Australia e Massachusetts. Nel 2016 Il guaritore fece il suo ritorno a Londra, questa volta in scena alla Donmar Warehouse con la regia di Lyndsey Turner e un cast composto da Stephen Dillane (Frank), Gina McKee (Grace) e Ron Cook (Teddy); le recensioni furono ancora una volta molto positive. Nel 2016 Judy Davis ha diretto un nuovo revival australiano in scena a Sydney con Colin Friels.
Nel settembre 2020 all'Old Vic Theatre di Londra viene proposto un nuovo allestimento con protagonisti Michael Sheen (Frank), Indira Varma (Grace) e David Threlfall (Teddy) nel programma speciale "Old Vic: in camera" che permette la visione degli spettacoli teatrali, recitati dal vivo, tramite la piattaforma Zoom. 

## Edizioni italiane
- Brian Friel, Traduzioni e altri drammi, traduzione di it. di Carla De Petris, Bulzoni, 1996, ISBN 978-8871199573.